# Eigenarenmonument plantage Onoribo

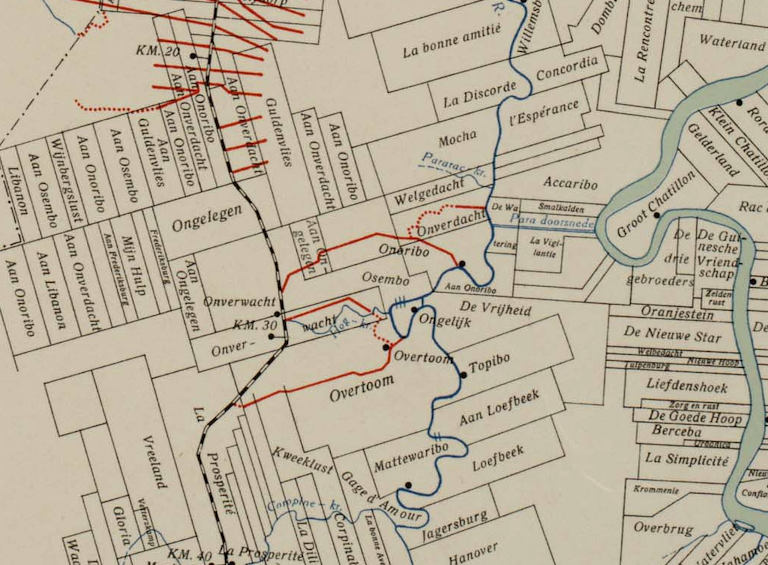
Ligging van plantage Onoribo in Para. Uitsnede van de kaart van L.A. Bakhuijs en W de Quant (1930)

Het Eigenarenmonument plantage Onoribo is in 2014 of eerder opgericht ter herinnering aan de families die de plantage op 3 mei 1900 gekocht hebben van de toenmalige eigenaars. De familie had als slaafgemaakten en arbeiders gewerkt en gewoond op de houtgrond die na de afschaffing van de slavernij niet meer rendabel was.

## Monument
Op een vierkante zuil die met donkerbruine tegels is bekleed is een beeld geplaatst van twee handen die stenen brokstuk  naar de hemel opheffen. Aan de zuil is een plaquette bevestigd in de vorm van een bananenboomblad met daarop de tekst: "Dit monument is vervaardigd - ter ere van onze - voorouders de kopers - v.d. Plantage Onoribo - op 3 mei 1900 - nl: 1 Julius Gustaaf Raalte - 2 Jacques Raalte - 3 Joseph Biervliet - 4 Lodewijk Napoleon Gemert - 5 Willem Ommen - 6 Theodorus Menig, 7 Frederik Denswel - 8 Johannes Amelo - 9 Paulus Amelo - 10 Pieter Bruinhart - 11 Hermon Denswel - 12 Johan Amelo - 13 Frans Bernard Biervliet = 14 Gustaaf Alfred Bruinhart - 15 Reinard Theodorus Denswel - 16 Doris Eduard Biervliet - 17 Manus Johan Djoekwel - 18 Alfred Johannes Menig - 19 M Rijsen (?)".

## Plantage Onoribo
Onoribo ligt aan de Pararivier. Op de plantage werd timmerhout voor de bouwnijverheid geproduceerd. Bij de afschaffing van de slavernij in 1863 kregen de 85 slaafgemaakten op Onoribo de vrijheid. Omdat Onoribo zonder slaafgemaakten niet meer rendabel was voor de eigenaren verkochten zij de grond aan de bewoners. Op het monument staan 19 namen, maar andere bronnen vermelden dat plantage Onoribo en plantage Onverdacht na de emancipatie werden verkocht aan zeven broers van de familie Ommen.

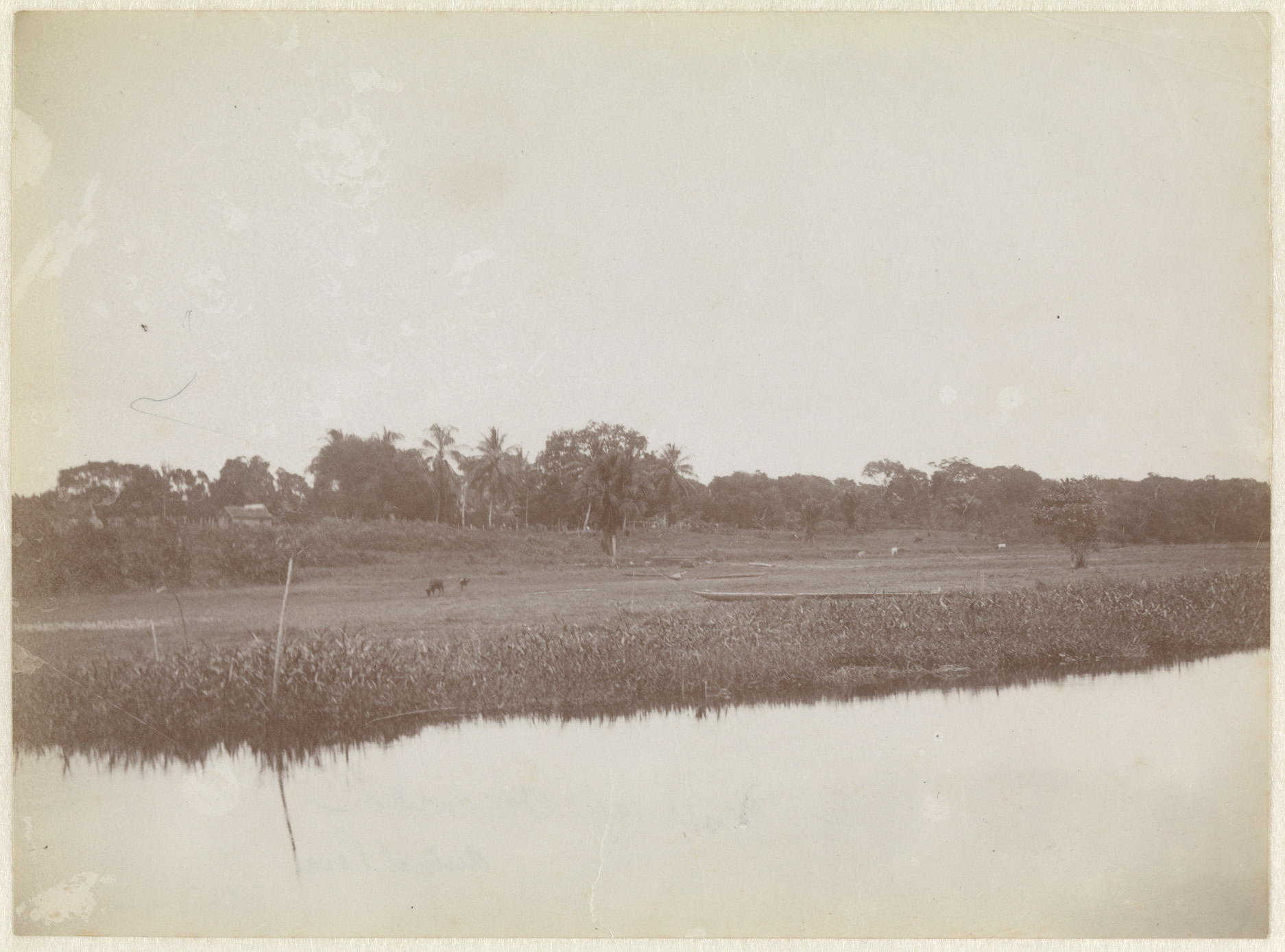
Gezicht op Onoribo, een houtgrond in het district Para (Foto Julius Muller, 1882-1902)

Plantage Onverdacht bevatte bauxietvoorkomens, en werd in de twintigste eeuw verkocht aan de Billiton maatschappij. Plantage Onoribo is eigendom van enkele families en wordt beheerd door de Vereniging Plantage Onoribo. Wilgo Hesdy Ommen is voorzitter en treedt ook op als vertegenwoordiger van de Federatie van Para Plantages.